# 크르카강

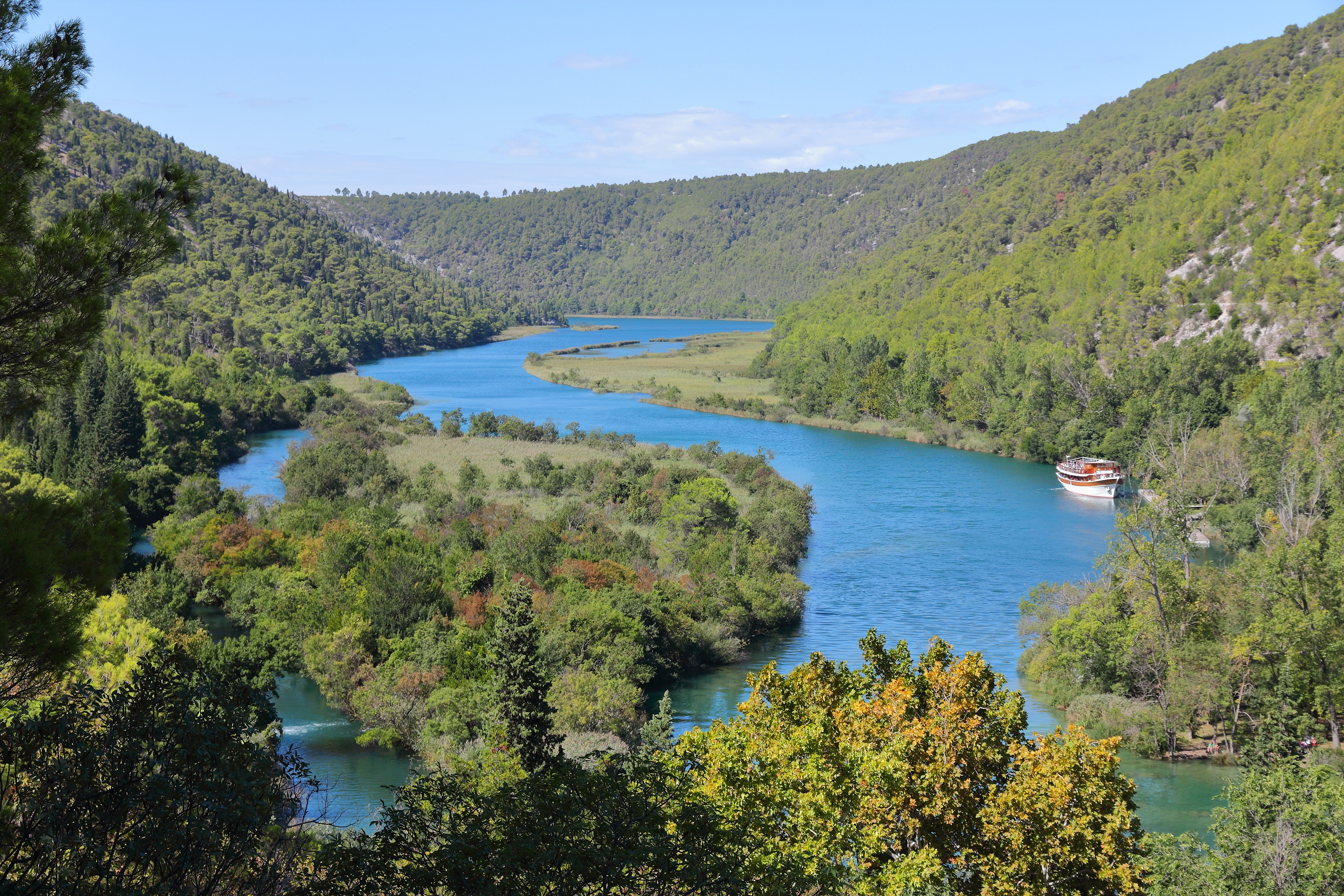
크르카강

크르카강(크로아티아어: Krka)은 크로아티아 달마티아 지방의 강으로 길이는 73km, 유역 면적은 2,088km2이다. 폭포, 수력 발전으로 유명한 강이기도 하다.
보스니아 헤르체고비나 국경 인근에 위치한 디나라산의 기슭에서 발원하며 스크라딘에서 아드리아해와 합류한다. 크르크강의 유역은 국립공원으로 지정되어 있다.